# Joab Schneiter
Pour les articles homonymes, voir Schneiter.
Joab Schneiter, né le 6 août 1998 à Ittigen, est un coureur cycliste suisse.

## Biographie
En 2016, Joab Schneiter termine septième des Trois Jours d'Axel. La même année, il représente la Suisse lors des championnats d'Europe et des championnats du monde juniors (moins de 19 ans). 
En 2018, il se classe huitième de l'Umag Trophy et cinquième du championnats de Suisse sur route espoirs (moins de 23 ans). Lors de la saison 2020, il remporte la première étape du Tour de Savoie Mont-Blanc, sous les couleurs de Swiss Racing Academy,. Il prend également la septième place du Piccolo Giro di Lombardia. 

## Palmarès

### Par année
- 2014
  - Silenen-Amsteg-Bristen débutants
- 2017
  - 3e du Critérium du Printemps
  - 3e du championnat de Suisse de poursuite par équipes
- 2018
  - Prix des Vins Henri Valloton amateurs
- 2020
  - 1re étape du Tour de Savoie Mont-Blanc

### Classements mondiaux
| Année           | 2018   |
| --------------- | ------ |
| UCI Europe Tour | 1 361e |